# Ярославский фармацевтический кластер

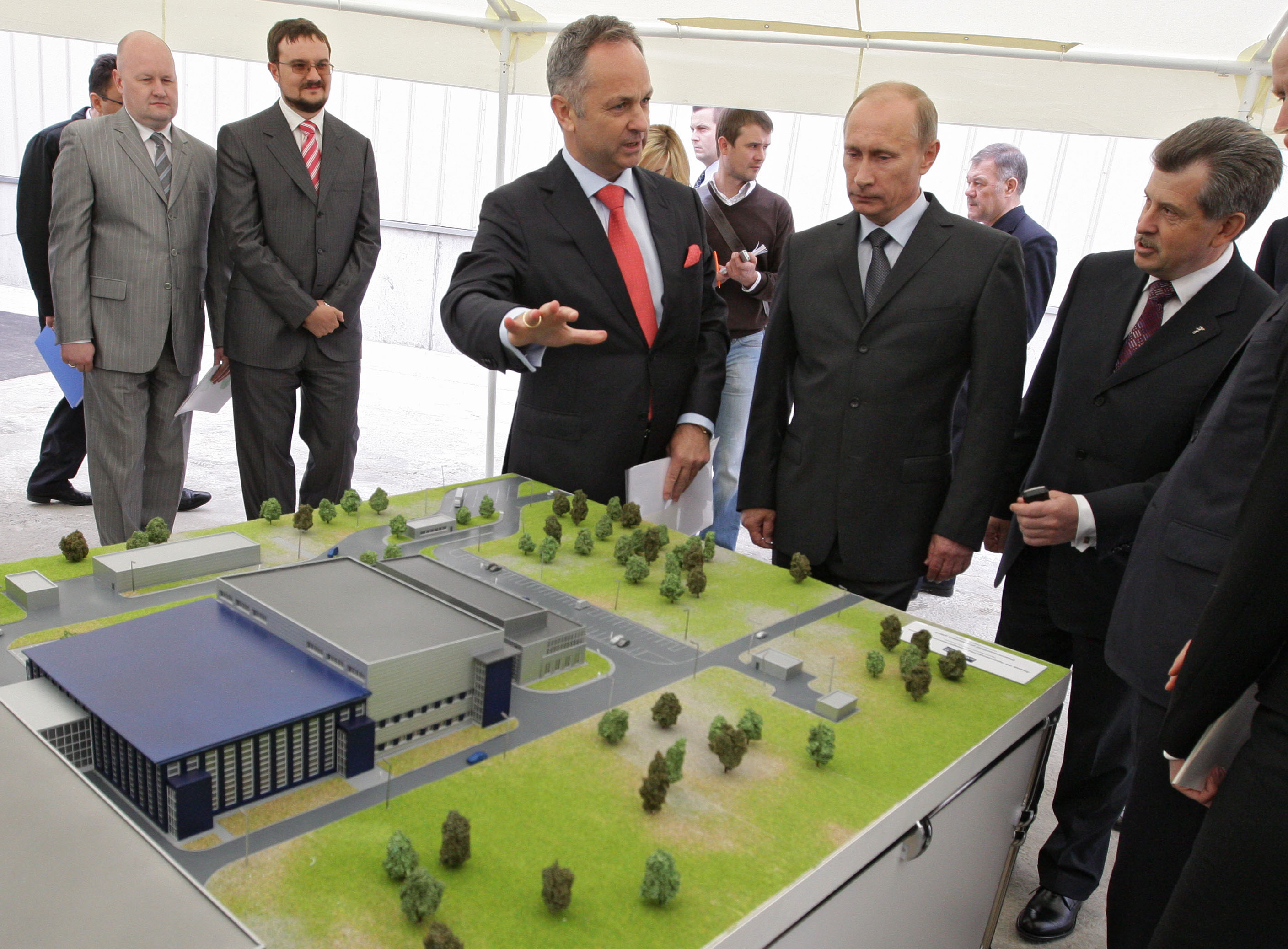
Премьер-министру России В. В. Путину показывают макет завода компании «Никомед». 2010 год

Ярославский фармацевтический кластер разрабатывается с 2009 года в ключе концепции кластерной политики Правительства Ярославской области. Регион включён в число приоритетных для развития современной фармацевтической промышленности. К середине 2011 года в области началась реализация шести крупных проектов — от компаний «Никомед», «Р-Фарм», «НТфарма», «Фармославль» (совместное предприятие «ХимРар» и «Р-Фарм»), «Витафарма», «Бентус Лаборатории». Во втором квартале 2012 года будет запущен проект компании «Тева».
Завод по производству готовых лекарственных форм японской корпорации «Такеда» (Takeda) (индустриальный парк «Новосёлки», Ярославль). Строительство завода началось летом 2010 года швейцарской компанией «Никомед» (Nycomed), которая в сентябре 2011 года была куплена «Такедой». В мае 2011 года завершено строительство внешнего контура, 12 сентября 2012 года состоялось открытие завода, выпуск лекарств намечен на 2013—2014 годы. Утверждается, что завод будет отвечать действующим международным стандартам производства лекарственных средств (GMP), а кроме того, самым последним стандартам энергоэффективности, промышленной безопасности и экологической чистоты. Общий объём инвестиций компании в это производство за первые пять лет составит порядка 75-80 млн евро. На начальном этапе на заводе будет работать приблизительно 150 человек. Завод будет специализироваться на инновационном производстве стерильных растворов (в ампулах и флаконах), а также твёрдых лекарственных форм (таблеток). На нём будут также производиться лекарства, которые хорошо известны на российском рынке, среди них — «Кардиомагнил», «Актовегин», «Кальций-Д3 Никомед» и «Варфарин».
Завод по производству готовых инъекционных лекарственных форм ЗАО «Р-Фарм» (Ярославль, на западной границе Брагино). Объём инвестиций составляет около 1,5-2 млрд рублей. Численность персонала — до 200 человек. Завершение строительства намечено на конец 2010 — начало 2011 года, завод уже начал работу в тестовом режиме. Производимые лекарственные средства предназначены для применения в стационарах для лечения важнейших заболеваний, в первую очередь бактериальных, вирусных и грибковых инфекций, сахарного диабета, онкологических, гематологических, ревматических, иммунологических заболеваний. Существуют договорённости с рядом крупнейших фармконцернов о лицензионном производстве патентованных лекарств под известными международными торговыми марками. Кроме того, предприятие сможет производить препараты-дженерики.
Завод по производству нановакцин и терапевтических биопрепаратов компании «НТфарма» (при поддержке ГК «Роснанотех») (Переславль-Залесский). Общий бюджет проекта составляет 1,5 млрд рублей. Количество вновь создаваемых рабочих мест — 150. Запуск производства намечен на 2012 год. Объём производства — 60 млн ампул в год. В рамках проекта планируется создание двух вакцин против гриппа человека и гриппа птиц, трёх биопрепаратов для лечения токсических состояний в онкологии, активации иммунитета и усиления действия антибактериальных и противовирусных препаратов, а также ишемии нижних конечностей и бокового амиотрофического склероза. Координацию научной деятельности осуществляет НИИ эпидемиологии и микробиологии имени Н. Ф. Гамалеи РАМН. В ней также участвуют НИИ гриппа РАМН, Институт молекулярной генетики РАН, Научный центр неврологии РАМН, Московский научно-исследовательский онкологический институт имени П. А. Герцена Росздрава, Российский центр хирургии имени академика Б. В. Петровского РАМН и другие научные учреждения.
«Фармославль» — производство активных фармацевтических субстанций лекарственных препаратов, совместный проект ЗАО «Р-Фарм» и ЦВТ «ХимРар». Предполагаемый объём инвестиций — около 2 млрд рублей. Срок реализации проекта — 2010—2014 годы. К 2014 году планируется наладить выпуск: не менее 25 наименований активных фармацевтических субстанций химической природы на линии производительностью 100 кг; не менее 25 наименований активных фармацевтических субстанций химической природы на линии производительностью 500 кг; не менее 16 наименований активных фармацевтических субстанций биологической природы.
Фармацевтическое предприятие израильской компании «Тева» (Ярославль, индустриальный парк «Новосёлки»). Соглашение о сотрудничестве было подписано в сентябре 2011 года. Будет организовано производство лекарственных средств для лечения кардиологических, неврологических и психиатрических заболеваний. На строительство первой очереди будет инвестировано свыше 50 млн долларов; оно начнётся в 2012 году, завершить его планируют во второй половине 2014 года. Будет создано около 200 рабочих мест. Проектная мощность — более 2 млрд таблеток в год; в 2016—2017 годов предполагается увеличить её до 4 млрд.
Кроме того, в Переславле-Залесском планируется размещение производства антисептических препаратов компании «Бентус Лаборатории» — российского производителя средств по уходу за кожей. В ближайшей перспективе — перевод из Москвы в Переславль-Залесский производства вакцин против вирусов герпеса и новых лекарственных форм бакпрепаратов компании ЗАО «Фирма „Витафарма“».
Проводятся дальнейшие переговоры с ведущими российскими и зарубежными компаниями о локализации на территории Ярославской области своих производств и размещении лицензионного производства на имеющихся мощностях.
Правительством Ярославской области проводится работа по созданию в Ярославле собственной системы многоуровневой подготовки кадров для современной фармацевтической промышленности. В технопарке «Новосёлки» уже начато строительство Центра трансферта технологий на базе Ярославского педагогического университета имени К. Д. Ушинского, который будет готовить специалистов для фармацевтической промышленности. Это будет научно-исследовательский комплекс общей площадью 8600 квадратных метров. Ярославский промышленно-экономический колледж с 2012 года ведет подготовку техников-технологов по специальности «240705 Биохимическое производство» для компаний Ярославского фармацевтического кластера.